# Stephen Bullock
Stephen Bullock (* 10. Oktober 1735 in Rehoboth, Bristol County, Province of Massachusetts Bay; † 2. Februar 1816 ebenda) war ein US-amerikanischer Politiker. Zwischen 1797 und 1799 vertrat er den Bundesstaat Massachusetts im US-Repräsentantenhaus.

## Werdegang
Stephen Bullock wuchs während der britischen Kolonialzeit auf. Er besuchte die öffentlichen Schulen seiner Heimat und unterrichtete danach als Lehrer. In den 1770er Jahren schloss er sich der amerikanischen Revolution an und diente während des Unabhängigkeitskrieges in der Kontinentalarmee. Im Jahr 1780 war er Delegierter auf einer Versammlung zur Überarbeitung der Verfassung von Massachusetts. Zwischen 1783 und 1796 saß er mehrfach als Abgeordneter im Repräsentantenhaus von Massachusetts. Politisch wurde er Mitglied der Ende der 1790er Jahre von Alexander Hamilton gegründeten Föderalistischen Partei.
Bei den Kongresswahlen des Jahres 1796 wurde Bullock im siebten Wahlbezirk von Massachusetts in das damals noch in Philadelphia tagende US-Repräsentantenhaus gewählt, wo er am 4. März 1797 die Nachfolge von George Leonard antrat. Bis zum 3. März 1799 konnte er eine Legislaturperiode im Kongress absolvieren. Nach dem Ende seiner Zeit im US-Repräsentantenhaus war Bullock als Berufungsrichter im Bristol County tätig. Zwischen 1803 und 1805 gehörte er dem Beraterstab des Gouverneurs an. Stephen Bullock starb am 2. Februar 1816 in seinem Heimatort Rehoboth.